# Doornzeledries

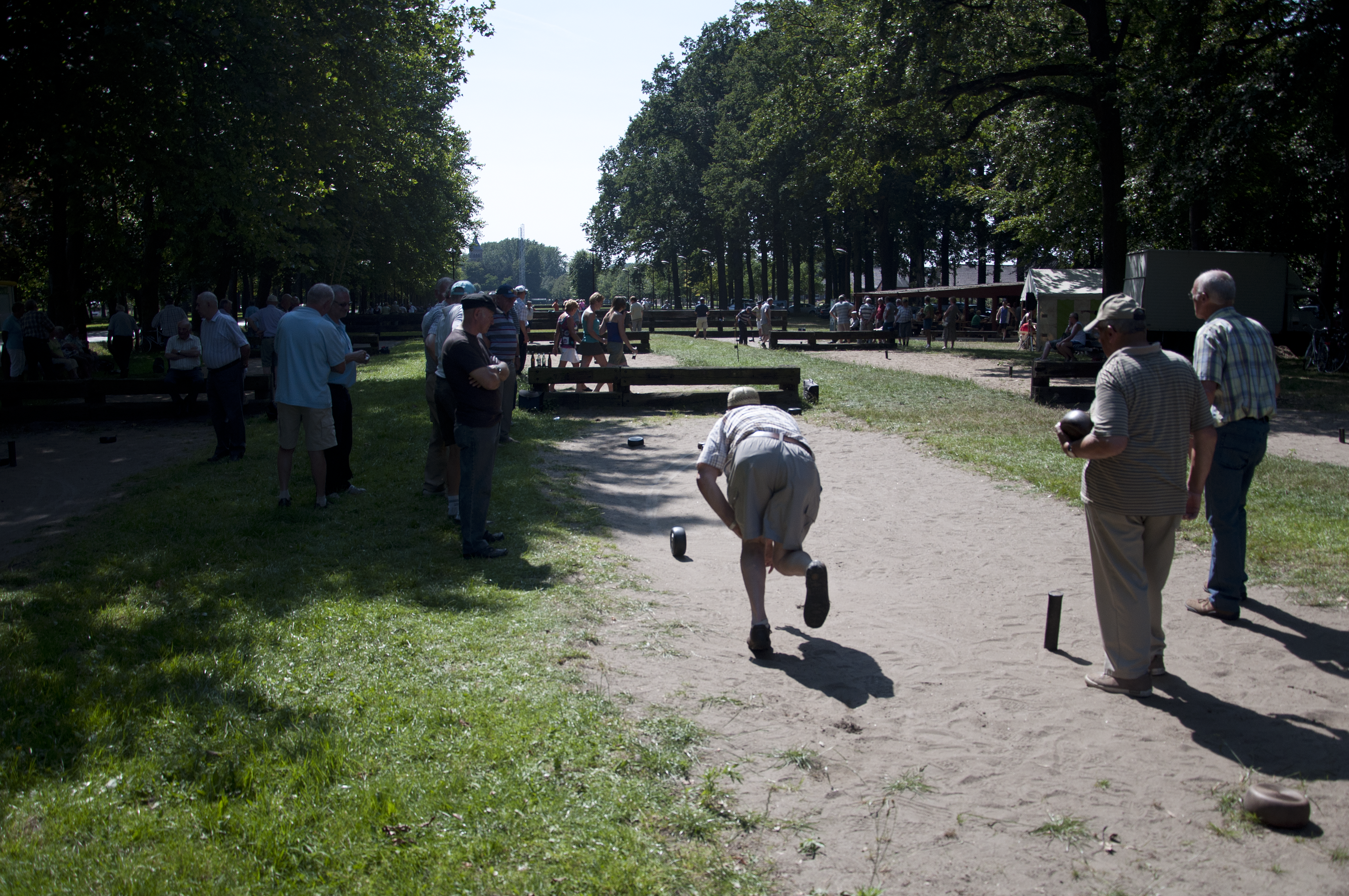
Krulbollen op de dries

De Doornzeledries is een dries in de tot de Oost-Vlaamse gemeente Evergem behorende plaats Doornzele.
Deze dries is een langgerekt plein van 19 ha, (1500 bij maximaal 162 meter), waaromtrent de bewoners van Doornzele het plantrecht (recht om bomen te planten) en het weiderecht (recht om vee te laten grazen) bezaten. De bewoonde kern, rond de dries gelegen, ontstond bij de Abdij van Doornzele, die van 1234-1796 heeft bestaan. Aan het einde van de Dries bevindt zich de Doornzelemolen van 1839, oorspronkelijk stond hier een standerdmolen die al in 1414 werd vermeld en die eigendom was van de abdij. Na de opheffing van de abdij werd de dries eigendom van de gemeente.
Tot het ensemble behoort ook het Goed Ten Oudenvoorde. Het bijbehorende kasteel is van 1924, maar vroeger stond er een ouder kasteel, dat voor het eerst in 1687 vermeld werd.
Centraal op de dries vindt men de parochiekerk, die in 1777 in opdracht van de abdij als kapel werd gebouwd.